# Actocetor yaromi
Actocetor yaromi är en tvåvingeart som beskrevs av Dikow och Wayne N. Mathis 2002. Actocetor yaromi ingår i släktet Actocetor och familjen vattenflugor.
Artens utbredningsområde är Etiopien. Inga underarter finns listade i Catalogue of Life.